# Mushallal
Mushallal (in arabo مُشَلَّل‎?), era una cittadina sita a metà strada tra Medina e la Mecca.
 
In essa morì nel 684 e fu inumato il generale omayyade Muslim b. ʿUqba, le cui spoglie furono presto disseppellite dagli abitanti che, in segno di disprezzo e di odio per il suo sacrilego attacco a Medina, ne lapidarono il cadavere.
Presso tale località, a Qudayd, a 15 km. da Medina, in epoca preislamica veniva adorata la divinità pagana di Manāt, in onore della quale i pellegrini si radevano i capelli in segno di umiliazione (pratica comune anche alla Mecca nei riti del ḥajj preislamico del mese di Rajab).